# Liste des guerres de l'Espagne
Cette liste regroupe les guerres et conflits ayant vu la participation de l'Espagne. Voici une légende facilitant la lecture de l'issue des guerres ci-dessous :
- Victoire espagnole
- Défaite espagnole
- Autre résultat (par exemple un traité ou une paix sans un résultat clair, un statu quo ante bellum, un résultat inconnu ou indécis)
- Conflit en cours

## Monarchie catholique espagnole
| Début             | Fin            | Nom du conflit                                          | Belligérants | Belligérants | Lieu                                             | Issue                                                                                            |
| Début             | Fin            | Nom du conflit                                          | Alliés (y compris l'Espagne) | Ennemis | Lieu                                             | Issue                                                                                            |
| ----------------- | -------------- | ------------------------------------------------------- | --- | --- | ------------------------------------------------ | ------------------------------------------------------------------------------------------------ |
| 15 avril 1519     | 13 août 1521   | Conquête de l'Empire aztèque                            | Monarchie espagnole Tlaxcaltèques | Triple alliance aztèque | Empire aztèque (actuel centre du Mexique)        | Victoire espagnole Annexion des territoires aztèques par les Espagnols et les Tlaxcaltèques      |
| 1532              | 1574           | Conquête de l'empire inca                               | Monarchie espagnole | Empire inca | Empire inca (actuel Pérou)                       | Victoire espagnole Annexion des territoires incas par les Espagnols                              |
| 1521              | 1525           | Sixième guerre d'Italie                                 | Saint-Empire Monarchie espagnole Royaume d'Angleterre États pontificaux | Royaume de France République de Venise                                                                                               | Italie, France, Espagne                          | Victoire des Habsbourg Traité de Madrid (1526)                                                   |
| 1526              | 1530           | Septième guerre d'Italie (Guerre de la Ligue de Cognac) | Saint-Empire Monarchie espagnole République de Gênes | Ligue de Cognac : Royaume de France États pontificaux République de Venise République florentine Royaume d'Angleterre Duché de Milan | Italie                                           | Victoire des Habsbourg Paix des Dames                                                            |
| 1535              | 1538           | Huitième guerre d'Italie                                | Saint-Empire Monarchie espagnole | Royaume de France Empire ottoman | Nord de l'Italie, Provence                       | Victoire française Paix de Nice                                                                  |
| 1542              | 1544           | Neuvième guerre d'Italie                                | Saint-Empire Monarchie espagnole Royaume d'Angleterre | Royaume de France Empire ottoman Royaume d'Écosse                                                                                    | Nord de l'Italie, Écosse, Manche                 | Trêve de Crépy-en-Laonnois Traité d'Ardres                                                       |
| 1552              | 1556           | Dixième guerre d'Italie                                 | Saint-Empire Monarchie espagnole République de Gênes | Royaume de France Empire ottoman Sienne                                                                                              | Lorraine, Toscane, Corse                         | Trêve de Vaucelles                                                                               |
| 1557              | 1559           | Onzième guerre d'Italie                                 | Saint-Empire Monarchie espagnole République de Gênes Royaume d'Angleterre République florentine Duché de Savoie                                                                                       | Royaume de France Empire ottoman Sienne                                                                                              | Flandre, Picardie                                | Traités du Cateau-Cambrésis                                                                      |
| 1566              | 1648           | Guerre de Quatre-Vingts Ans (Révolte des Pays-Bas)      | Monarchie espagnole | Provinces-Unies | Pays-Bas, Belgique, Gibraltar, Cuba, Philippines | Victoire néerlandaise Union d'Utrecht Union d'Arras Traités de Westphalie Traité de Münster      |
| 1580              | 1583           | Guerre de Succession du Portugal                        | Partisans de Philippe II d'Espagne Monarchie espagnole | Partisans d'Antoine de Portugal Royaume de France Provinces-Unies                                                                    | Portugal, Açores Océan Atlantique                | Victoire espagnole Philippe II d'Espagne devient roi du Portugal. Naissance de l’Union ibérique. |
| 1585              | 1604           | Guerre anglo-espagnole                                  | Monarchie espagnole Royaume de Portugal | Royaume d'Angleterre | Manche, Mer du Nord                              | Traite de Londres                                                                                |
| 1635              | 1659           | Guerre franco-espagnole                                 | Monarchie espagnole | Royaume de France | France, Espagne                                  | Victoire française Traité des Pyrénées                                                           |
| 24 mai 1667       | 4 mai 1668     | Guerre de Dévolution                                    | Monarchie espagnole Royaume d'Angleterre Provinces-Unies Royaume de Suède | Royaume de France | Pays-Bas espagnols Franche-Comté                 | Victoire française Traité d'Aix-la-Chapelle (1668)                                               |
| 1672              | 1678           | Guerre de Hollande                                      | Provinces-Unies Saint-Empire Archiduché d'Autriche Monarchie espagnole Marche de Brandebourg Danemark-Norvège                                                                                         | Royaume de France Royaume d'Angleterre Royaume de Suède Électorat de Cologne Principauté épiscopale de Münster                       | Pays-Bas                                         | Victoire française Traité de Nimègue (1678) Traité de Westminster (1674)                         |
| 26 octobre 1683   | 15 août 1684   | Guerre des Réunions                                     | Monarchie espagnole | Royaume de France | Pays-Bas espagnols                               | Victoire française Trêve de Ratisbonne                                                           |
| 24 septembre 1688 | septembre 1697 | Guerre de la Ligue d'Augsbourg (Guerre de Neuf Ans)     | Ligue d'Augsbourg : Provinces-Unies Royaume d'Angleterre Saint-Empire Archiduché d'Autriche Duché de Savoie Monarchie espagnole Royaume de Suède (jusqu'en 1691) Royaume de Portugal Royaume d'Écosse | Royaume de France Jacobites Empire ottoman                                                                                           | Europe, Amérique du Nord, Asie                   | Traités de Ryswick                                                                               |

## Royaume d'Espagne
| Début              | Fin              | Nom du conflit                       | Belligérants | Belligérants | Lieu | Issue |
| Début              | Fin              | Nom du conflit                       | Alliés (y compris l'Espagne) | Ennemis | Lieu | Issue |
| ------------------ | ---------------- | ------------------------------------ | --- | --- | --- | --- |
| 1718               | 1720             | Guerre de la Quadruple-Alliance      | Royaume d'Espagne | Quadruple-Alliance : Royaume de France Saint-Empire Archiduché d'Autriche Royaume de Grande-Bretagne Provinces-Unies Duché de Savoie | Italie | Victoire de la Quadruple-Alliance Paix de La Haye                                                                    |
| 1733               | 1738             | Guerre de Succession de Pologne      | Partisans de Stanislas Leszczyński : Royaume de France Royaume d'Espagne Royaume de Sardaigne | Partisans de Auguste III : Empire russe Archiduché d'Autriche Électorat de Saxe | Pologne, Rhénanie, Nord de l'Italie                                                                           | Victoire des alliés de Stanislas Leszczyński, mais Auguste III monte sur le trône de Pologne Traité de Vienne (1738) |
| 1740               | 1748             | Guerre de Succession d'Autriche      | Royaume de France Royaume de Prusse Royaume d'Espagne Électorat de Bavière (de 1741 à 1745) Royaume des Deux-Siciles Royaume de Suède République de Gênes Électorat de Saxe (de 1741 à 1742) Jacobites | Monarchie de Habsbourg Royaume de Grande-Bretagne Électorat de Bavière (de 1745 à 1748) Provinces-Unies Électorat de Brunswick-Lunebourg Électorat de Saxe (de 1743 à 1745) Royaume de Sardaigne Empire russe | Amérique, Europe, Indes orientales                                                                            | Traité d’Aix-la-Chapelle (1748)                                                                                      |
| 29 août 1756       | 1763             | Guerre de Sept Ans                   | Royaume de France Saint-Empire Archiduché d'Autriche Empire russe Royaume de Suède Royaume d'Espagne Électorat de Saxe République des Deux Nations Duché de Wurtemberg Royaume de Naples | Royaume de Grande-Bretagne Royaume de Portugal Landgraviat de Hesse-Cassel Électorat de Brunswick-Lunebourg | Amérique, Europe, Indes orientales                                                                            | Victoire du Royaume de Grande-Bretagne et de ses alliés Traité de Paris (1763)                                       |
| 1775               | 1783             | Guerre d'indépendance des États-Unis | Treize colonies États-Unis Royaume de France Royaume d'Espagne Provinces-Unies République du Vermont Iroquois Onneiouts Iroquois Tuscarora Catawba Lenapes Royaume de Mysore | Royaume de Grande-Bretagne Landgraviat de Hesse-Cassel Brunswick-Lunebourg Principauté de Waldeck-Pyrmont Iroquois Cayugas Iroquois Mohawks Iroquois Onondagas Iroquois Tsonnontouans Cherokees | Amérique du Nord                                                                                              | Victoire des États-Unis et de leurs alliés Traité de Paris (1783) : Indépendance des États-Unis                      |
| 22 août 1791       | 1er janvier 1804 | Révolution haïtienne                 | Esclaves noirs insurgés royalistes Royaume de Grande-Bretagne Royaume d'Espagne Royalistes français Rebelles Haïtiens | République française | Haïti | Victoire haïtienne Indépendance de Haïti                                                                             |
| 1792               | 1797             | Guerre de la première coalition      | République française République batave (depuis 1795) Les Irlandais Unis (depuis 1796) Royaume d'Espagne (depuis 1796) | Première Coalition : Saint-Empire Archiduché d'Autriche Royaume de Prusse Royaume de Grande-Bretagne Royaume de Naples Royaume de Sicile Royaume de Sardaigne Empire russe Provinces-Unies (jusqu'en 1795) Grand-duché de Toscane Duché de Modène Duché de Parme Royaume d'Espagne (jusqu'en 1796) Royalistes français : Vendéens Chouans Armée des princes Royalistes français Fédéralistes français | France, Belgique, Suisse, Italie, Espagne, Allemagne, Irlande Océan Atlantique, Mer du Nord, Mer Méditerranée | Victoire française Traité de Campo-Formio                                                                            |
| 1798               | 1802             | Guerre de la deuxième coalition      | République française République batave République helvétique République cisalpine République romaine République cisrhénane République ligurienne République parthénopéenne Les Irlandais Unis Danemark-Norvège Royaume d'Espagne | Deuxième Coalition : Saint-Empire Archiduché d'Autriche Royaume de Grande-Bretagne Empire russe Armée des émigrés Royaume de Naples Royaume de Sicile Royaume de Sardaigne Royaume de Suède Empire ottoman | France, Italie, Allemagne, Pays-Bas, Suisse, Irlande, Égypte                                                  | Victoire française Traité de Lunéville Paix d'Amiens                                                                 |
| 1803               | 1805             | Guerre de la troisième coalition     | République française puis Empire français Royaume d'Italie Suisse Royaume d'Espagne Royaume d'Étrurie Royaume de Bavière Royaume de Wurtemberg | Troisième Coalition : Royaume de Grande-Bretagne Empire d'Autriche Empire russe République des Sept-Îles Royaume de Suède Royaume de Sicile Royaume de Naples | Italie, Bavière, Autriche, Moravie Océan Atlantique, Mer Méditerranée, Mer Tyrrhénienne                       | Victoire française Traité de Presbourg                                                                               |
| 1806               | 1807             | Guerre de la Quatrième Coalition     | Empire français Royaume d'Italie Royaume de Naples Suisse Royaume de Hollande Confédération du Rhin Royaume de Bavière Royaume de Wurtemberg Grand-duché de Bade Grand-duché de Berg Grand-duché de Hesse Grand-duché de Wurtzbourg Royaume d'Espagne Royaume d'Étrurie                                                                                      | Quatrième Coalition : Empire russe République des Sept-Îles Royaume de Prusse Royaume-Uni de Grande-Bretagne et d'Irlande Royaume de Suède Duché de Brunswick-Lunebourg Royaume de Saxe Royaume de Sicile | Dalmatie, Allemagne, Pologne Au large du Cap Vert, au large d’Hispaniola, Río de la Plata                     | Victoire française Traité de Tilsit                                                                                  |
| 1812               | 1814             | Guerre de la Sixième Coalition       | Empire français République des Sept-Îles Royaume d'Italie Duché de Varsovie Royaume de Naples Suisse Royaume d'Espagne Confédération du Rhin Royaume de Bavière Royaume de Saxe Royaume de Westphalie Royaume de Wurtemberg Grand-duché de Bade Grand-duché de Berg Grand-duché de Hesse Grand-duché de Francfort Grand-duché de Wurtzbourg Danemark-Norvège | Sixième Coalition : Empire d'Autriche Empire russe Royaume de Prusse Royaume-Uni de Grande-Bretagne et d'Irlande Royaume de Portugal Royaume de Suède Royaume de Sicile | Russie, Allemagne, France                                                                                     | Victoire de la Coalition                                                                                             |
| 10 mars 1815       | 8 juillet 1815   | Guerre de la Septième Coalition      | Septième Coalition : Confédération germanique Royaume de Prusse Empire d'Autriche Royaume-Uni de Grande-Bretagne et d'Irlande République des Îles Ioniennes Empire russe Suède-Norvège Royaume uni des Pays-Bas Royaume d'Espagne Royaume de Portugal Royaume de Sardaigne Grand-duché de Toscane Royaume de Sicile Vendéens                                 | Empire français (Cent-Jours) Royaume de Naples | Belgique, Italie, France                                                                                      | Victoire de la Coalition Congrès de Vienne Chute du Premier Empire                                                   |
| avril 1823         | avril 1823       | Expédition d'Espagne                 | Espagnols conservateurs Royaume de France | Espagnols libéraux | Espagne | Victoire française et conservatrice                                                                                  |
| 1er septembre 1858 | 5 juin 1862      | Campagne de Cochinchine              | Empire français Royaume d'Espagne | Empire d'Annam | Cochinchine (sud de l'actuel Viêt Nam)                                                                        | Victoire franco-espagnole La Cochinchine devient une colonie française.                                              |
| 25 avril 1898      | 12 août 1898     | Guerre hispano-américaine            | Royaume d'Espagne | États-Unis Séparatistes cubains Séparatistes porto-ricains Katipunan | Caraïbes, Pacifique                                                                                           | Victoire américaine Traité de Paris (1898)                                                                           |
| 1921               | 1926             | Guerre du Rif                        | Espagne France (depuis 1925) | République du Rif | Nord du Maroc                                                                                                 | Victoire franco-espagnole Dissolution de la République du Rif Exil d'Abdelkrim el-Khattabi                           |

## Seconde République espagnole
| Début           | Fin            | Nom du conflit   | Belligérants                          | Belligérants                                            | Lieu    | Issue                 |
| Début           | Fin            | Nom du conflit   | Alliés (y compris l'Espagne)          | Ennemis                                                 | Lieu    | Issue                 |
| --------------- | -------------- | ---------------- | ------------------------------------- | ------------------------------------------------------- | ------- | --------------------- |
| 18 juillet 1936 | 1er avril 1939 | Guerre d'Espagne | République espagnole Union soviétique | Nationalistes espagnols Royaume d'Italie Reich allemand | Espagne | Victoire nationaliste |

## Royaume d'Espagne
| Début             | Fin             | Nom du conflit                 | Belligérants | Belligérants | Lieu                                  | Issue |
| Début             | Fin             | Nom du conflit                 | Alliés (y compris l'Espagne) | Ennemis | Lieu                                  | Issue |
| ----------------- | --------------- | ------------------------------ | --- | --- | ------------------------------------- | --- |
| 2 août 1990       | 28 février 1991 | Guerre du Golfe                | Coalition : Australie Belgique Canada Argentine Corée du Sud États-Unis Espagne France Grèce Allemagne Pays-Bas Nouvelle-Zélande Arabie saoudite Bangladesh Turquie Royaume-Uni Bahreïn Égypte Émirats arabes unis Danemark Koweït Kurdistan irakien Oman Italie Honduras Hongrie Maroc Nigeria Niger Norvège Pakistan Portugal Pologne Roumanie Sénégal Sierra Leone Singapour Suède Syrie Tchécoslovaquie | Irak | Irak, Koweït, Arabie saoudite, Israël | Victoire de la Coalition, imposition de sanction à l'encontre de l'Irak, retrait des forces d'invasion irakiennes du Koweït |
| 6 mars 1998       | 10 juin 1999    | Guerre du Kosovo               | Armée de libération du Kosovo OTAN : Allemagne Belgique Canada Espagne États-Unis République tchèque Danemark France Italie Luxembourg Norvège Pays-Bas Portugal Royaume-Uni Turquie | RF Yougoslavie | Kosovo                                | Résolution 1244 du Conseil de sécurité des Nations unies                                                                    |
| 7 octobre 2001    | 30 août 2021    | Guerre d’Afghanistan           | Afghanistan FIAS : Albanie Allemagne Australie Belgique Canada Croatie Danemark Espagne États-Unis France Italie Lituanie Norvège Nouvelle-Zélande Pakistan Pologne Portugal République tchèque Roumanie Royaume-Uni Suède Turquie | Talibans Réseau Haqqani Al-Qaïda Mouvement islamique d'Ouzbékistan Hezb-e-Islami Gulbuddin Lashkar-e-Toiba Jaish-e-Mohammed Hizbul Mujahideen (en) Tehrik-e-Taliban Pakistan | Afghanistan                           | Accord de Doha (2020) |
| 19 septembre 2014 | —               | Guerre contre l'État islamique | Coalition internationale : Allemagne Arabie saoudite Australie Bahreïn Belgique Canada Danemark Égypte Émirats arabes unis Espagne États-Unis France Irak Italie Jordanie Koweït Liban Nouvelle-Zélande Pays-Bas Qatar Royaume-Uni Turquie Syrie Iran | État islamique | Syrie et Irak                         | en cours |